# 54ª Mostra internazionale d'arte cinematografica di Venezia
La 54ª edizione della Mostra internazionale d'arte cinematografica di Venezia si è svolta a Venezia, Italia, 27 agosto al 6 settembre del 1997: è la prima delle due edizioni dirette da Felice Laudadio.
Per il terzo anno di fila non viene assegnato il Leone d'Argento - Premio speciale per la regia.

## Giurie
Le seguenti persone hanno fatto parte delle giurie delle varie sezioni della Mostra:

### Concorso principale
- Jane Campion (presidente, Nuova Zelanda), Ron Bass (Stati Uniti d'America), Vera Belmont (Francia), Peter Buchka (Germania), Nana Djordjadze (Ucraina), Idrissa Ouédraogo (Burkina Faso), Charlotte Rampling (Gran Bretagna), Francesco Rosi (Italia), Shinya Tsukamoto (Giappone).

### Corto-Cortissimo
La Giuria Internazionale Corto-Cortissimo era così composta:
- Marco Bellocchio (presidente, Italia), Olivier Assayas, Clare Peploe (Francia).

## Sezioni principali

### In concorso
- A Ostra e o Vento, regia di Walter Lima Jr. (Brasile)
- Chinese Box, regia di Wayne Wang (Francia/Giappone/Stati Uniti d'America)
- Gioco selvaggio (Combat de fauves), regia di Benoît Lamy (Belgio/Germania/Francia)
- Complice la notte (One Night Stand), regia di Mike Figgis (Stati Uniti d'America)
- Giro di lune tra terra e mare, regia di Giuseppe M. Gaudino (Italia/Germania)
- Hana-bi - Fiori di fuoco (Hana-bi), regia di Takeshi Kitano (Giappone)
- I vesuviani, regia di Pappi Corsicato, Antonio Capuano, Antonietta de Lillo, Stefano Incerti e Mario Martone (Italia)
- Il ladro (Vor), regia di Pavel Chukhraj (Russia/Francia)
- Keep Cool (You hua hao hao shuo), regia di Zhang Yimou (Cina/Hong Kong)
- L'ospite d'inverno (The Winter Guest), regia di Alan Rickman (Regno Unito/Stati Uniti d'America)
- Le Septième Ciel, regia di Benoît Jacquot (Francia)
- Morire a San Sebastian (A ciegas), regia di Daniel Calparsoro (Spagna)
- Nettoyage à sec, regia di Anne Fontaine (Francia/Spagna)
- Niagara, Niagara, regia di Bob Gosse (Stati Uniti d'America/Canada)
- Ossos, regia di Pedro Costa (Portogallo/Francia/Danimarca)
- Ovosodo, regia di Paolo Virzì (Italia)
- Storie d'amore (Historie milosne), regia di Jerzy Stuhr (Polonia)
- The Informant, regia di Jim McBride (Irlanda/Stati Uniti d'America)

## Premi

### Premi della selezione ufficiale

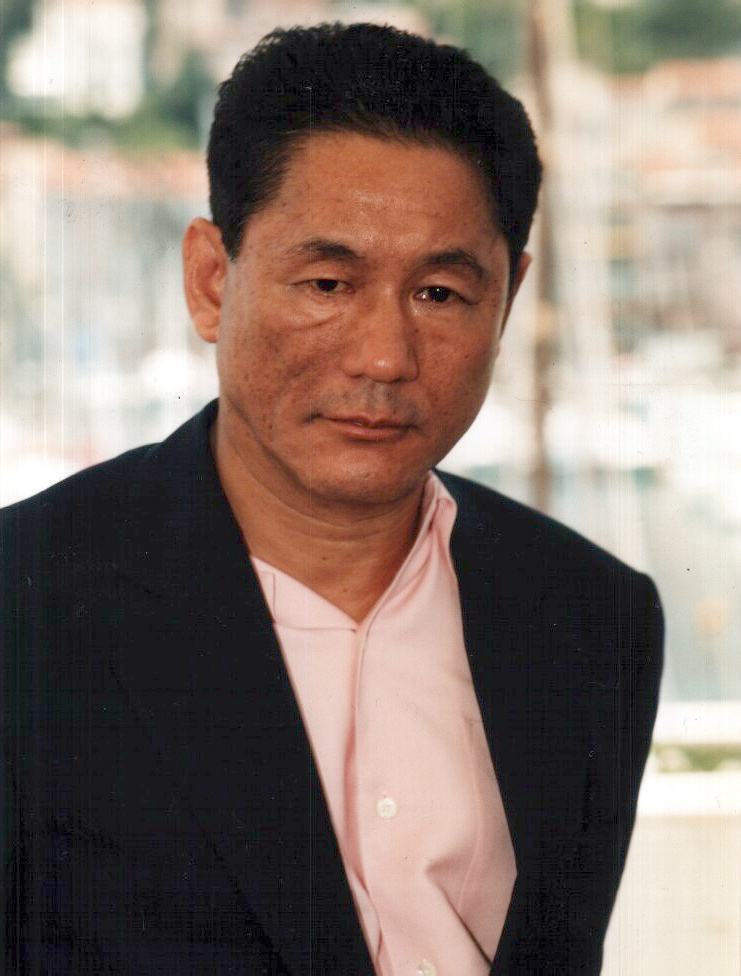
Takeshi Kitano, vincitore del Leone d'Oro 1997

- Leone d'oro al miglior film: Hana-bi - Fiori di fuoco (Hana-bi) di Takeshi Kitano
- Leone d'argento - Gran premio della giuria: Ovosodo di Paolo Virzì
- Premio Osella per la migliore sceneggiatura: Nettoyage à sec di Anne Fontaine
- Premio Osella per il migliore contributo tecnico migliore fotografia: Ossos di Pedro Costa
- Premio Osella per il migliore contributo tecnico migliori musiche originali: Chinese Box di Wayne Wang
- Premio Medaglia d'oro della Presidenza del Senato: Il ladro (film 1997) di Pavel Čuchraj
- Coppa Volpi al miglior attore: Wesley Snipes per Complice la notte (One Night Stand)
- Coppa Volpi alla miglior attrice: Robin Tunney per Niagara, Niagara

### Premi alla carriera
- Leone d'oro alla carriera: Gérard Depardieu, Stanley Kubrick e Alida Valli